# Bertin Lecomte
Bertin Lecomte, ou Bertin le Comte, Bertinus Comes en latin, professeur d'hébreu au Collège royal est né à Étaples en 1500, et mort en 1572.

## Biographie
Comme le fait remarquer l'abbé Claude-Pierre Goujet, on connaît peu de chose de sa vie. Il a été le successeur de François Vatable, en 1547, comme lecteur et professeur royal en langue hébraïque au Collège royal. D'après James Veazie Skalnik, il y a été professeur jusqu'en 1560.
L'abbé Goujet a écrit : « Denis Lambin en fait mention dans son Épître préliminaire sur Horace qu'il adressa au roi Charles IX ; mais il se contente de le nommer. M. Colomiés, dans son livre intitulé Gallia Orientalis, n'en dit rien de plus. Je n'ai pu découvrir aucun de ses ouvrages ; & peut-être n'en a-t-il écrit aucun : j'ignore aussi s'il était, ou non, engagé dans l'état ecclésiastique, & en quel temps il est mort ».